# Présidence luxembourgeoise du Conseil de la Communauté économique européenne en 1960
 (juin 2018).
Si vous disposez d'ouvrages ou d'articles de référence ou si vous connaissez des sites web de qualité traitant du thème abordé ici, merci de compléter l'article en donnant les références utiles à sa vérifiabilité et en les liant à la section « Notes et références ».
La présidence luxembourgeoise du Conseil de la Communauté économique européenne (CEE) en 1960 est la cinquième présidence du Conseil de la Communauté économique européenne de l’histoire de l’Union européenne et la première du Luxembourg.
Elle est précédée par la présidence italienne de la seconde partie de 1959 et suivie par la présidence néerlandaise à partir du 1er juillet 1960.